# Veronica glauca
Veronica glauca är en grobladsväxtart. Veronica glauca ingår i släktet veronikor, och familjen grobladsväxter.

## Underarter
Arten delas in i följande underarter:
- V. g. glauca
- V. g. kavusica

## Bildgalleri

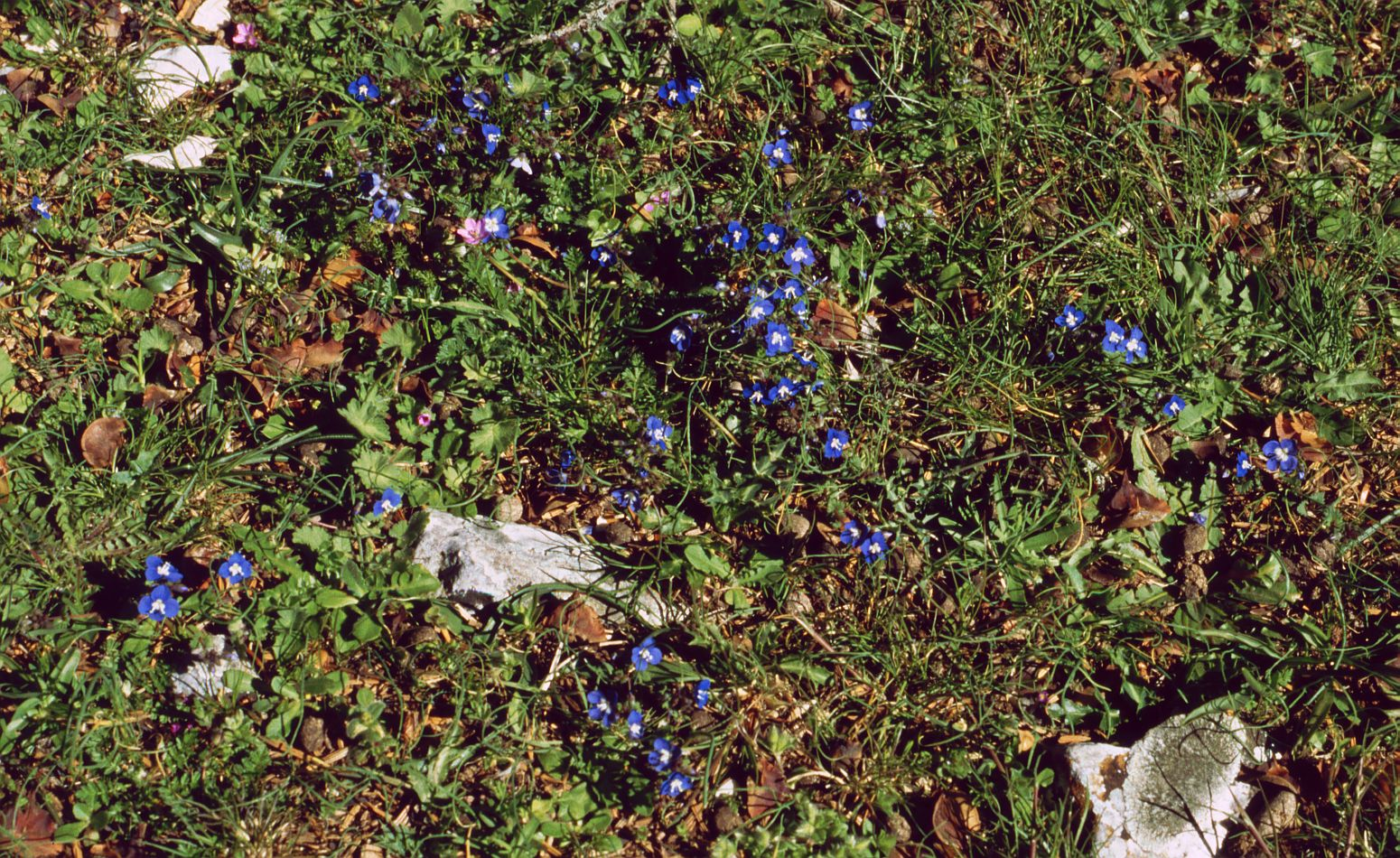